# Gyóró
Gyóró è un comune di 442 abitanti situato nella contea di Győr-Moson-Sopron, nell'Ungheria nordoccidentale.